# Роздільне мислення
Роздільне ми́слення або компартменталіза́ція (англ. compartmentalization від to compartmentalize — «розділяти») — механізм психологічного захисту, який проявляється в упертому запереченні суперечностей між якимись ідеями, думками, відношеннями або формами поведінки, небажанню усвідомлювати ці суперечності.

## Сутність
Роздільне мислення є захисним механізмом, що уможливлює людині уміщати у собі несумісні логічні установки. Якщо з якихось причин людина потребує кожної з своїх несумісних установок, то усвідомлення неминучої з цього суперечності починає займати думи спробами розв'язати цю суперечність (часто за допомогою раціоналізацій). Щоб уникнути цього, людина може вдатися до такого прийому, як мислити роздільно — не усвідомлюючи суперечності між ними, дотримуватися обох установок одразу. При погляді збоку, це має вигляд простого лицемірства, але сама людина у цьому разі дотримується своїх установок цілком щиро, хоча використовує у кожному випадку лише одну з них.
Може привести до прихованої вразливості у тих, хто уживає його як основний захисний механізм. Особи, що страждають на межовий розлад особистості і поділюють навколишніх на «добрих» і «поганих», при зіткненні з інформацією, що руйнує цю систему, можуть вдатися до цього прийому, застосовуючи заперечення або ігнорування всього, що суперечить їй.

## Приклади
Деякі з наочних прикладів, що пояснюють механізм цього захисту:
- Віра у чесноту поміркованості — і прагнення першості.
- Переконаність у шкідливості передсудів — і схильність жартувати з національного питання.
- Визнання важливості спілкування — і небажання спілкуватися.

Такі приклади застосовування роздільного мислення є вельми поширеними. Менш адаптивні приклади:
- Гуманізм у суспільній діяльності — укупі з хатнім насильством і жорстокістю.
- Боротьба з порнографією, яка сполучається з багатою домашньою колекцією порно[1].
- Негативне ставлення до аудіо, відео- і комп'ютерного «піратства» вкупі з наданням переваги дешевшій контрафактній аудіо- й відеопродукції, програмному забезпеченню.